# Linda Cuthbert
Linda Cuthbert (1956) es una deportista canadiense que compitió en saltos de plataforma. Ganó dos medallas de bronce en los Juegos Panamericanos, en los años 1975 y 1979.

## Palmarés internacional
| Juegos Panamericanos | Juegos Panamericanos      | Juegos Panamericanos | Juegos Panamericanos |
| Año                  | Lugar                     | Medalla              | Prueba               |
| -------------------- | ------------------------- | -------------------- | -------------------- |
| 1975                 | Ciudad de México (México) | Medalla de bronce    | Plataforma 10 m      |
| 1979                 | San Juan (Puerto Rico)    | Medalla de bronce    | Plataforma 10 m      |